# Ion Pârcălab
Ion Pârcălab (Bucarest, 5 de novembre de 1941) fou un futbolista romanès de la dècada de 1960.
Fou futbolista als clubs UTA Arad, Dinamo Bucureşti i al Nîmes Olympique francès. També fou internacional amb Romania amb qui participà en els Jocs Olímpics de 1964. El 1965 fou escollit millor futbolista de Romania.

## Palmarès
Dinamo Bucureşti
- Lliga romanesa de futbol: 1961-62, 1962-63, 1963-64, 1964-65
- Copa romanesa de futbol: 1963-64, 1967-68

Nîmes Olympique
- Copa dels Alps de futbol: 1972